# 27 de juny
El 27 de juny és el cent setanta-vuitè dia de l'any del calendari gregorià i el cent setanta-novè en els anys de traspàs. Queden 187 dies per a finalitzar l'any.

## Esdeveniments
Països Catalans
- 1674 - el Vallespir: els francesos ocupen la comarca en havent sufocat revolta dels angelets de la terra.
- 1880, Barcelona: Inauguració de la seu social del Centre Catòlic de Sants, amb la constitució d'una companyia de teatre estable.[1]
- 1976, Palma, Mallorca: Presentació del Congrés de Cultura Catalana.
- 1998, Poblet, Conca de Barberà: Josep Alegre Vilas és beneït abat de Poblet per l'arquebisbe de Tarragona Lluís Martínez Sistach.
- 2009, Vilafranca del Penedès, Alt Penedès: els Falcons de Barcelona assoleixen per primera vegada l'escala de 8.

Resta del món
- 1709 - Batalla de Poltava, va ser una batalla entre els exèrcits del tsar Pere I de Rússia i Carles XII de Suècia, Acabà amb la victòria del Tsarat Rus i va iniciar la fi del regne de Suècia com superpotència a Europa.[2]
- 1743, Karlstein am Main, Baviera): Victòria del anglesos i austríacs contra els francesos en la batalla de Dettingen en el curs de la guerra de Successió Austríaca.[3]
- 1759, Ticonderoga, Estat de Nova York, EUA): els britànics ocupen el Fort Carillon al final de la batalla de Ticonderoga en el curs de la Guerra Franco-Índia.[4]
- 1859, Tractat de Tiajin o Tientsin, entre el govern de la dinastia Qing, Xina) i el Segon Imperi Francès. També s'ha inclòs com un dels Tractats desiguals entre estats d'Àsia i les potencies occidentals.[5]
- 1970, Chicago (EUA): primera Desfilada de l'Orgull Gai; la Chicago Gay Liberation es convocà per recordar els aldarulls que un any abans havien tingut lloc arran d'una batuda de la policia al bar d'ambient gai Stonewall, a Nova York. L'endemà, van fer-se manifestacions similars a Los Angeles i Nova York.
- 1973, Uruguai: Les forces armades, amb el suport del president constitucional Juan María Bordaberry Arocena, prenen el control del país. Té lloc un cop d'estat i comença la dictadura militar (1973-1985).
- 1977, Djibouti: declarat país independent sobre França.[6]

## Naixements
Països Catalans
- 1829, Terrassa: Josep Vidal i Campaneria, alcalde de Sabadell durant la Primera República.
- 1862, València: Manuela Solís i Claràs, metgessa, ginecòloga valenciana, primera llicenciada en medicina a la UV[7]
- 1884, Roses: Maria Pi Ferrer, mestra, activista política, escriptora catalana.[8]
- 1894, la Canonja, Tarragonès: Antoni Brosa i Vives, violinista català
- 1902, Sant Petersburg: Marina Noreg – o Marina Gubònina – ballarina, mestra de ball i coreògrafa establerta a Barcelona[9]
- 1952, València: Rosángeles Valls Ballester, ballarina i coreògrafa valenciana que va fundar i dirigir la companyia Ananda Dansa.[10]
- 1980, Barcelona: Amèlia Mora, guionista i escriptora en castellà i català, especialitzada en literatura infantil i juvenil.[11]
- 1993, Eivissa: Miriam Alarcón Torres, arquera eivissenca d'arc recorbat.[12]
- 1999, Sant Climent de Llobregat: Aitana, cantant catalana.[13]

Resta del món
- 1350, Constantinoble, Imperi Romà d'Orient: Manuel II Paleòleg, emperador romà d'Orient del 1391 al 1425, recordat també pels seus escrits teològics (m. 1425).[14]
- 1806, Madurai, Raj britànic: Augustus De Morgan, matemàtic i lògic britànic[15]
- 1846, comtat de Wicklow, República d'Irlanda): Charles Stewart Parnell, polític irlandès[16]
- 1859, Louisville (Kentucky): Mildred J. Hill, compositora estatunidenca autora de la melodia de «Good Morning to All», més tard utilitzada per a «Happy Birthday to You»[17]
- 1864, Brussel·les: Berthe Cabra, exploradora belga que va recórrer l'Àfrica central d'est a oest entre 1905 i 1906[18]
- 1867, Burcheid: Ewald Straesser, compositor.
- 1869:
  - Stuttgart, Regne de Württemberg: Hans Spemann, metge alemany, Premi Nobel de Medicina o Fisiologia de 1935[19]
  - Kaunas, Imperi Rus, avui Lituània: Emma Goldman, anarquista i feminista coneguda pel seu activisme, escrits i discursos[20]
- 1871, Bebington, Merseyside, Anglaterra: Lottie Dod, esportista anglesa
- 1878, Hong Kong: He Xiangning, revolucionària, feminista, política, pintora i poeta xinesa[21]
- 1880, Tuscumbia, Alabama, EUA): Helen Keller, activista, escriptora i professora nord-americana sordcega[22]
- 1885, Porto: Guilhermina Suggia, violoncel·lista portuguesa[23]
- 1891, Sydney, Nova Gal·les del Sud: Mina Wylie, nedadora australiana, medallista olímpica el 1912 [24]
- 1908, Cordisburgo, estat de Minas Gerais, Brasil: João Guimarães Rosa, escriptor brasiler
- 1913, Mont-real, Canadà): Philip Guston, pintor nord-americà. Primer va destacar com a muralista [25]
- 1920, Santiago de Xile: Fernando Riera Bauzá, jugador i entrenador de futbol xilè, de pares mallorquins [26]
- 1931, Waalwijk, Països Baixos: Martinus J.G. Veltman, físic neerlandès, Premi Nobel de Física de l'any 1999.[27]
- 1932 - 
  - Esmirna: Magali Noël, actriu i cantant francesa nascuda a Turquia[28]
  - Wayne, Pennsilvània: Anna Moffo, soprano estatunidenca[29]
- 1942, Buenos Aires: Jérôme Savary, actor, director de teatre, autor dramàtic, trompetista, expert en arts escèniques[30]
- 1944, Rio de Janeiro, Brasil: Zezé Motta, actriu i cantant brasilera.[31]
- 1951, Belfast, Irlanda del Nord: Mary McAleese, advocada, periodista i política irlandesa que ha estat presidenta d'Irlanda.[32]
- 1955, Gennevilliers: Isabelle Adjani, actriu i cantant francesa.[33]
- 1958, Hèlsinki, Finlàndia): Magnus Lindberg és un compositor i pianista finlandès.
- 1961, Gombe, Nigeria: Amina J. Mohammed, especialista en desenvolupament, ha estat Ministra de Medi ambient de Nigèria.[34]
- 1966, Nova York, Estats Units: J. J. Abrams, productor i director de televisió i cinema.
- 1967, Mont-real: Sylvie Fréchette, nedadora canadenca de natació sincronitzada, campiona als JJOO de Barcelona 1992.[35]
- 1976 - Sjølund, Dinamarca: Susanne Georgi, cantant danesa que va assolir l'èxit musical amb el duet Me & My.[36]
- 1975, Santa Monica, Califòrnia (EUA): Tobey Maguire, actor i productor estatunidenc.[37]
- 1977, Madrid, Espanya: Raúl González Blanco, futbolista espanyol.
- 1984, Heidelberg, Alemanya: Kai Herdling, futbolista alemany.
- 1985, Wiesbaden, Alemanya: Nico Rosberg, ex-pilot de fórmula 1, campió del món l'any 2016.[38]
- 1988, Long Island: Alanna Masterson, actriu nord-americana.
- 1993 - Kroměříž, República Txeca: Gabriela Gunčíková, cantant txeca.[39]
- 1996, Miami, Florida, EEUU: Lauren Jauregui, cantant americana, membre del grup femení Fifth Harmony.[40]
- 1999, Atlanta: Chandler Riggs, actor estatunidenc.

## Necrològiques
Països Catalans
- 1917, París: Blai Maria Colomer, compositor, pianista i professor valencià establert a París[41]
- 1978, València: Rosa Estruch Espinós, mestra i política valenciana, regidora republicana i alcaldessa de Vilallonga, a la Safor[42]
- 1987, Barcelona: Felipe Lafita Babío, enginyer naval basc, acadèmic de la Reial Acadèmia de Ciències Exactes, Físiques i Naturals [43]

- 2001: Bella Dorita, vedet andalusa instal·lada a Barcelona, referent del Paral·lel barceloní[44]

- 2006, Barcelona: Marta Mata i Garriga, pedagoga i política catalana, militant del PSC-PSOE.

Resta del món
- 1194, Pamplona: Sanç VI de Navarra, fou rei de Navarra succeint son pare al tron de Navarra (44 anys).[45]
- 1296, Muiderberg: Florenci V d'Holanda, Comte d'Holanda, de Zelanda i de Frísia.
- 1574, Florència, Itàlia: Giorgio Vasari, pintor, arquitecte i historiador de l'art italià[46]
- 1729, París: Élisabeth Jacquet de la Guerre, clavecinista i compositora francesa [47]
- 1831, París: Sophie Germain, matemàtica francesa[48]
- 1836, Choisy-le-Roi, França: Rouget de Lisle, autor de la Marsellesa, himne estatal de França[49]
- 1854, Berlín: Amalie Beer, salonnière jueva alemanya[50]
- 1871, Estocolm: Anna Sundström, química sueca. coneguda com la primera dona química de Suècia[51]
- 1876, Ambleside, Anglaterra): Harriet Martineau, teòrica social britànica i escriptora Whig, sovint citada com la primera dona sociòloga[16]
- 1889, París: Carlotta Patti, cantant italiana de la corda de soprano[52]
- 1895, Ström: Sophie Adlersparre, activista sueca pels drets de les dones, editora[53]
- 1907, Arlington, Massachusetts: Elizabeth Cabot Agassiz, educadora i naturalista nord-americana[54]
- 1953, Monteagle, Tennessee: Mary Anderson, promotora immobiliària, ranxera i viticultora, inventora de l'eixugaparabrisa[55]
- 1996, Beverly Hills, Califòrnia, EUA): Albert R. Broccoli, productor de cinema estatunidenc.
- 2001 - 
  - Los Angeles, Califòrnia, EUA: Jack Lemmon, actor de cinema estatunidenc[56]
  - Hèlsinki: Tove Jansson, escriptora, pintora i il·lustradora finesa d'idioma suec.[57]
- 2013, Saint-Mandé, França: Alain Mimoun, atleta francès[58]
- 2017, París, França): Pierre Combescot, escriptor, periodista i crític musical francès, Premi Goncourt de l'any 1991[59]

## Festes i commemoracions

### Santoral[60]

#### Església Catòlica[61]
- Sants al Martirologi romà (2011): Gudenes de Cartago, màrtir (203); Zoile de Còrdova, màrtir (ca. 304); Ciril I d'Alexandria, bisbe (444); Sampsó l'Hospitaler (530); Joan de Chinon, reclòs (s. VII); Ariald de Como, diaca màrtir (1066); Tomàs Toan, màrtir (1840); a Eslovàquia: Ladislau I d'Hongria, rei; a Praga: troballa de les relíquies de Sant Venceslau de Bohèmia.
  - Beats: Benvingut de Gubbio, franciscà (1232); Marguerite Bays, terciària (1879); Louise-Thérèse Montaigne de Chauvance, fundadora (1885); Maria Pia Mastena, monja (1951).
- Sants: Anicet de Cesarea, màrtir (303); Salustià de Blanes, màrtir llegendari (s. IV?); Majorí d'Acqui, bisbe (s. IV); Crescenci, Justí, Màxim, Teonest, Tabra i Trabrarta de Magúncia, màrtirs (s. V); Deodat de Nàpols, bisbe (473); Hadelí de Crespin, abat (ca. 700); Jordi del Mont Atos, monjo (1065); Epó de Mallersdorf, abat (1143); Gerhoh de Reichersberg, canonge (1169); Sant Ferran d'Aragó, bisbe llegendari de Caiazzo; Josep Do Quang Hien, màrtir (1840); en algunes diòcesis: Set Dorments d'Efes.
- Beats Davanzato de Poggibonsi, bisbe (1295).
- Venerables: Guillem de Sann, laic (1036); Daniel de Schönau, abat (1218)
- Servent de Déu Ettore Vernazza, laic fundador de l'Oratori de l'Amor Diví.
- Venerats a l'Orde Servita: beat Tommaso Corsini.

#### Església Copta
- 20 Baoni: Eliseu, profeta.

#### Església Ortodoxa (segons el calendari julià)
- Se celebren els corresponents al 10 de juliol del calendari gregorià.

#### Església Ortodoxa (segons el calendari gregorià)
Corresponen al del 14 de juny del calendari julià:
- Sants Eliseu, profeta; Ciril de Gortina, bisbe; Josep de Tessalònica, bisbe (830); Metodi I de Constantinoble, patriarca (847); Joan d'Ivíron, príncep i monjo (1009); Joan d'Eucaita, bisbe (1100); Mstislav de Novgorod, príncep (1180); Nifó del Mont Atos, 1330); Metodi de Peixnoixa, abat (1392); Sabas de Vatopedi (1349); Eliseu de Sumsk, monjo (s. XV); Julita de Tabenna; Grigorij Nikol'skij, prevere màrtir (1918); Josif, prevere màrtir (1918); Aleksandr, Nikolai, Pavel i Nikolai, màrtirs (1938).

##### Església Ortodoxa de Sèrbia
- Justin Popović, teòleg.

#### Esglésies luteranes
- Eliseu, profeta; Basili el Gran, Gregori de Nazianz i Gregori de Nissa, pares de l'Església, i Macrina la Major, teòloga; Godescalc dels Vends, màrtir.

#### Església anglicana
- Richard Baxter, prevere (1691).

### Diades
- Dia do Mestiço, al Brasil